# Gitana hechicera
Gitana hechicera, coneguda popularment per la seva tornada («Barcelona és poderosa» o «Ella té molt poder»), és una rumba catalana de Peret que es va estrenar durant la cerimònia de clausura dels Jocs Olímpics d'estiu de 1992, la nit del 9 d'agost de 1992. Escrita i composta especialment per a l'ocasió per Peret, la cançó té estrofes en català i en castellà i és un homenatge a Barcelona i a la seva gent. Ha estat versionada per nombrosos cantants i grups, i el mateix Peret en tragué dues noves versions: una de més llarga el 1992, només en castellà, i una altra en català dedicada a Catalunya, la qual interpretà personalment durant el Concert per la Llibertat al Camp Nou, el 29 de juny de 2013. Aquesta versió ha estat coneguda com a «Catalunya té molt poder»,

## Estrena a l'Estadi Lluís Companys
Durant la cerimònia de clausura dels Jocs Olímpics de Barcelona'92, Peret interpretà la cançó acompanyat de Los Amaya i Los Manolos a l'escenari instal·lat a la gespa de l'Estadi Lluís Companys, davant d'un públic i uns esportistes enfervorits. Mentre els músics cantaven, els esportistes van fer una conga multitudinària i finalment van envair l'escenari. En veure que tanta gent saltant-hi alhora en feia perillar l'estructura, el locutor Constantino Romero va començar a demanar insistentment per megafonia: «¡Atletes, baixin de l'escenari; Atletas, bajen del escenario!» Aquesta anècdota dona títol a l'àlbum Atletes, baixin de l'escenari del grup Manel (2013).

## Àlbum
El mateix any de l'estrena de la cançó, 1992, la discogràfica PDI va inclure el tema en un àlbum recopilatori homònim, reeditat per Picap el 2008. L'àlbum Gitana hechicera és una recopilació dirigida pel mateix Peret de temes clàssics de rumba catalana, com ara Borriquito, Una lágrima, Tengo dos amores o Vete, amb la participació -a banda de Peret- de Los Amaya, Ramonet, Chipén i Joel, la major part d'ells provinents del carrer de la cera, al Portal de Barcelona. La cançó que dona nom a l'àlbum és la primera de totes, seguida de Borriquito i fins a un total d'onze temes:
| \| Núm. \| Títol \| Durada \| \| ---- \| --------------------------- \| ------ \| \| 1. \| «Gitana hechicera» (Peret) \| 05:37 \| \| 2. \| «Borriquito» (Peret) \| 03:58 \| \| 3. \| «Una lágrima» (Peret) \| 02:43 \| \| 4. \| «La última noche» (Chipén) \| 05:00 \| \| 5. \| «Marcha, marcha» (Ramonet) \| 05:32 \| \| 6. \| «Caramelos» (Los Amaya) \| 02:21 \| \| 7. \| «Vete» (Los Amaya) \| 03:17 \| \| 8. \| «Yo te daré» (Joel) \| 04:25 \| \| 9. \| «Tengo dos amores» (Chipén) \| 03:07 \| \| 10. \| «Rumba, rumba» (Ramonet) \| 04:50 \| \| 11. \| «Soy la rumba» (Peret) \| 04:45 \| |                             |        |
| Núm. | Títol                       | Durada |
| 1. | «Gitana hechicera» (Peret)  | 05:37  |
| 2. | «Borriquito» (Peret)        | 03:58  |
| 3. | «Una lágrima» (Peret)       | 02:43  |
| 4. | «La última noche» (Chipén)  | 05:00  |
| 5. | «Marcha, marcha» (Ramonet)  | 05:32  |
| 6. | «Caramelos» (Los Amaya)     | 02:21  |
| 7. | «Vete» (Los Amaya)          | 03:17  |
| 8. | «Yo te daré» (Joel)         | 04:25  |
| 9. | «Tengo dos amores» (Chipén) | 03:07  |
| 10. | «Rumba, rumba» (Ramonet)    | 04:50  |
| 11. | «Soy la rumba» (Peret)      | 04:45  |